# Чирпан
Чирпан (болг. Чирпан) — город в Болгарии. Находится в Старозагорской области, входит в общину Чирпан. Население составляет 14 991 человек (2022).
| Год  | Население |
| ---- | --------- |
| 1985 | 20 452    |
| 1992 | 19 940    |
| 2000 | 18 835    |
| 2005 | 17 205    |
| 2010 | 16 355    |

## История
В 1928 году недалеко от города был эпицентр Чирпанского землетрясения (болг.).

## Палеонтология
К северу от Чирпана, в местности Азмака (Azmaka), в 2002 году был обнаружен зуб премоляр человекообразной обезьяны Graecopithecus sp., жившей 7,24 млн лет назад (триба хоминина) и сходной с грекопитеком (G. freybergi).

## Известные уроженцы и жители
- В Чирпане 1 января 1878 года родился знаменитый болгарский поэт Пейо Яворов.
- 6 декабря 1924 года здесь родился известный болгарский поэт Павел Матев.
- 28 мая 1918 года здесь родился болгарский лингвист Иван Гылыбов.
- митрополит Неврокопский Пимен (Энев) родом из Чирпана.
- Йосифов, Веселин — болгарский писатель, журналист, публицист, литературный критик, редактор, политический и общественный деятель. Заслуженный деятель культуры Болгарии, Народный деятель культуры Болгарии. Герой Социалистического Труда НРБ. Лауреат Димитровской премии.